# Producción de hierro en la antigüedad

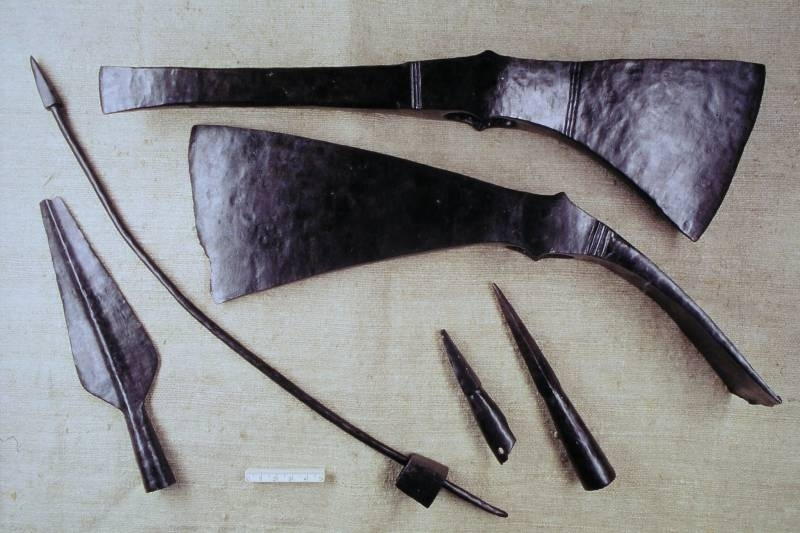
Armamento de hierro fabricado en época romana

La producción de hierro en la antigüedad comprende al trabajo del hierro en tiempos desde la prehistoria hasta la Alta Edad Media, donde el conocimiento de los procesos de producción se deriva de la investigación arqueológica. La escoria, el subproducto de los procesos de trabajo del hierro, como la fundición o la herrería, se deja en el lugar de trabajo del hierro en lugar de retirarse con el producto. También resiste bien y, por lo tanto, está disponible para su estudio. El tamaño, la forma, la composición química y la microestructura de la escoria están determinados por las características de los procesos de trabajo del hierro utilizados en el momento de su formación.

## Introducción
Los minerales utilizados en los procesos de fundición antiguos rara vez eran compuestos metálicos puros. Las impurezas se eliminaban del mineral mediante el proceso de escoriación, que implica agregar calor y productos químicos. La escoria es el material en el que se acumulan las impurezas de los minerales (conocido como ganga), así como el revestimiento del horno y las cenizas de carbón. El estudio de la escoria puede revelar información sobre el proceso de fundición utilizado en el momento de su formación.
El hallazgo de escoria es un registro directo de la fundición que se produjo en ese lugar, ya que la escoria no se eliminó del sitio de fundición. A través del análisis de la escoria, los arqueólogos pueden reconstruir las actividades humanas antiguas relacionadas con el trabajo con metales, como su organización y especialización.
El conocimiento contemporáneo de la escoriación da una idea de la antigua producción de hierro. En un horno de fundición, pueden coexistir hasta cuatro fases diferentes. Desde la parte superior del horno hasta la parte inferior, las fases son escoria, mata, speiss y metal líquido.
La escoria se puede clasificar como escoria de horno, escoria de sangrado o escoria de crisol, según el mecanismo de producción. La escoria tiene tres funciones. El primero es proteger la masa fundida de la contaminación. El segundo es aceptar impurezas líquidas y sólidas no deseadas. Finalmente, la escoria puede ayudar a controlar el suministro de medios de refino a la masa fundida.
Estas funciones se logran si la escoria tiene una temperatura de fusión baja, baja densidad y alta viscosidad que aseguran una escoria líquida que se separa bien del metal fundido. La escoria también debe mantener su composición correcta para que pueda acumular más impurezas y ser inmiscible en la masa fundida.
A través del análisis químico y mineralógico de la escoria, se pueden aprender factores como la identidad del metal fundido, los tipos de mineral utilizados y parámetros técnicos como la temperatura de trabajo, la atmósfera del gas y la viscosidad de la escoria.

## Formación de la escoria
Los minerales de hierro natural son mezclas de hierro e impurezas no deseadas o ganga. En la antigüedad, estas impurezas se eliminaban mediante escoriación. La escoria se eliminaba mediante licuación, es decir, la ganga sólida se convertía en una escoria líquida. La temperatura del proceso era lo suficientemente elevada para que la escoria existiera en su forma líquida.
La fundición se realizaba en varios tipos de hornos. Algunos ejemplos son el horno de floración y el alto horno. La condición en el horno determina la morfología, composición química y microestructura de la escoria.
El horno de bloomery produjo hierro en estado sólido. Esto se debe a que el proceso de floración se realizaba a una temperatura más alta que la requerida para la reducción del óxido de hierro puro a metal de hierro, pero a una temperatura más baja que el punto de fusión del metal de hierro.
Se utilizaron altos hornos para producir hierro líquido. El alto horno se hacía funcionar a temperaturas más altas y en una condición de reducción mayor que el horno de bloomery. Se lograba un entorno de mayor reducción al aumentar la proporción de combustible a mineral. Más carbono reaccionaba con el mineral y producía hierro fundido en lugar de hierro sólido. Además, la escoria producida era menos rica en hierro.